# Erfelek (district)
Erfelek is een Turks district in de provincie Sinop en telt 11.849 inwoners (2007). Het district heeft een oppervlakte van 339,5 km². Hoofdplaats is Erfelek.
De bevolkingsontwikkeling van het district is weergegeven in onderstaande tabel.
| 1997   | 2000   | 2007   |
| ------ | ------ | ------ |
| 13.816 | 13.812 | 11.849 |